# Francesca Dego
Francesca Dego (Lecco, 17 marzo 1989) è una violinista italiana di madre statunitense.

## Biografia
Figlia di Giuliano Dego, scrittore e giornalista italiano e di Margaret Straus, americana di origine ebraica, inizia lo studio del violino all'età di quattro anni sotto la guida del padre, violinista dilettante. Un anno dopo viene ammessa a studiare alla Fairbanks School of Performing Arts in California con Michael Tseitlin e a nove incontra il suo mentore Daniele Gay, che la seguirà fino al diploma al Conservatorio di Milano avvenuto nel 2006.
Si perfeziona con Salvatore Accardo all'Accademia Chigiana di Siena e all'Accademia Stauffer di Cremona e nel 2010 ottiene un Master in performance al Royal College of Music di Londra sotto la guida di Itzhak Rashkovsky. Nel 2004 incontra Shlomo Mintz che apporta un profondo contributo al suo sviluppo artistico.
Il debutto da solista avviene all'età di sette anni a San Diego con un concerto di Bach, dando inizio a una carriera che la porterà a suonare alla Sala Verdi del Conservatorio di Milano a soli 15 anni e assieme a Shlomo Mintz al Teatro dell'Opera di Tel Aviv a 16.
In Italia si è esibita con le principali orchestre nazionali, tra cui la Filarmonica della Fenice, l'Orchestra Sinfonica Giuseppe Verdi di Milano, la Filarmonica Arturo Toscanini di Parma, l'Orchestra Haydn di Bolzano e Trento, l'Orchestra della Toscana e le orchestre di Genova, Bari, Bologna, Trieste e Verona. All'estero ha suonato con la City of Birmingham Symphony Orchestra, la Royal Philharmonic Orchestra, la Philharmonia Orchestra, l'Orchestra Sinfonica di Tokyo, l'Orchestra Sinfonica metropolitana di Tokyo, l'Orchestra sinfonica dei Paesi Bassi, l'Orchestra del Teatro Colon di Buenos Aires, l'Orchestra Classica do Sul, i Mannheimer Philharmoniker e l'Orchestre Philharmonique de Monte-Carlo.
Ha collaborato con direttori e cameristi come Salvatore Accardo, Roger Norrington, Christopher Hogwood, Donato Renzetti, Gabriele Ferro, Bruno Giuranna, Gianluigi Gelmetti, Wayne Marshall, Antonio Meneses, Domenico Nordio, Xian Zhang. Forma un duo stabile con la pianista Francesca Leonardi.
È sposata dal giugno 2015 con il direttore d'orchestra Daniele Rustioni. Incide per Deutsche Grammophon.

### Premi e riconoscimenti
Vincitrice di numerosi concorsi nazionali e internazionali, nel 2008 è stata la prima donna italiana ad entrare in finale al Premio Paganini di Genova dal 1961, aggiudicandosi inoltre il premio speciale “Enrico Costa” riservato al più giovane finalista.

### Strumenti
Francesca Dego suona un violino Francesco Ruggieri (Cremona 1697) e il Giuseppe Guarneri del Gesù ex-Ricci (Cremona 1734) per gentile concessione della “Florian Leonhard Fine Violins” di Londra.

## Opere

### Libri
2019 - Tra le note. Classica: 24 chiavi di lettura - Mondadori Electa

### Discografia
- 2005 – Bach, Paganini, Prokof'ev, Debussy - Francesca Leonardi (Sipario Dischi)
- 2006 – Beethoven Sonate n. 8, 9 Francesca Leonardi (Sipario Dischi)
- 2012 – Paganini: 24 Capricci (Deutsche Grammophon)
- 2014 – Beethoven: Sonate n. 3, 4, 9 "Kreutzer" - Francesca Leonardi (Deutsche Grammophon)[6]
- 2014 – Beethoven:  Sonate n. 1, 2, 5 "Spring", 8 - Francesca Leonardi (Deutsche Grammophon)
- 2015 – Beethoven:  Sonate n. 6, 7, 10 - Francesca Leonardi (Deutsche Grammophon)
- 2017 – Paganini, Wolf-Ferrari:  Violin Concertos - Daniele Rustioni/City of Birmingham Symphony Orchestra (Deutsche Grammophon)
- 2018 – Suite Italienne (Respighi, Stravinskij, Castelnuovo-Tedesco) - Francesca Leonardi (Deutsche Grammophon)
- 2021 – Il Cannone - Francesca Dego plays Paganini's violin - Francesca Leonardi (Chandos Records)

#### Colonne sonore
Una sua registrazione del concerto di Beethoven con l'Orchestra sinfonica di Magenta (dir. Emilio Suvini) è stata usata come colonna sonora per il film documentario americano “The Gerson Miracle”, vincitore della Palma d'oro al Beverly Hills Film Festival nel 2004. Altre sue registrazioni sono state inserite nella colonna sonora del film “The Beautiful Truth” (2008) del regista statunitense Steven Kroschel.